# Кластер главобоља
Кластер главобоља једна је примарних  главобоље из групе тригемино - аутономних главобоља. Сматра се једним од најболнијих стања у медицини. Карактеристика ових главобоља је бол у инервационој зони петог кранијалног нерва (тригеминуса) са парасимпатичким аутономним феноменима. Напади јаког или веома јаког бола, су искључиво  једнострани, локализовани у пределу ока (орбите), изнад ока (супраорбитално), слепоочнице (темпорално) или у више ових регија истовремено.
Имајући у виду да су у једној студији спроведеној у примарној здравственој заштити дијагностиковали  34% пацијената са овом врстом главобоље,  може се закључити да су лекари опште праксе у стању да правовремено  препознају и лече калстер главобољу; код које само рана и правилна дијагноза и планско лечење доводе до ране контроле симптома, смањења патње и  инвалидитет. Овоме свакако доприноси и чињеница да овај поремећај има високо стереотипни клинички фенотип и да реагује на специфичне терапије, што утиче на значај његовог правилног разликовања од осталих примарних синдрома главобоље.

## Синоним
Кластер главобоља позната је и као:
- самоубилачка главобоља, са добрим разлогом, јер док особе са мигрене пате у тишини и у мраку, пацијенти са кластер главобољом корачају, вриште, зноје се и на моменте, размишљају о самоубиству као начину бекства од кластер главобоље која се обично сматра најболнијом стање на планети.
- хистаминска главобоља,
- еритропросопалгија  (од старогрчких речи ερυθρος - црвено,  προσωπον- лице' и αλγος - бол).
- цилијарна неуралгија,
- мигренозна неуралгија,
- Бингова еритропрозопалгија,
- еритромелалгија главе,
- Хортонова главобоља,
- петросална неуралгија,
- сфенопалатинска неуралгија,
- видијанска неуралгија,
- Слудерова неуралгија.

## Историја
Древна грчка и римска литература помињу разне поремећаје главобоље, али не садрже никакве посебне референце о пацијентима са кластер главобољом. Холандски лекар Nicolaes Tulp описао је две различите врсте понављајућих главобоља 1641. године: мигрену и вероватно кластер главобољу. Постоје и описи слични кластер главобољи који датирају из 1745. године, а вероватно и раније.
Први потпуни опис кластер главобоље дао је лондонски неуролог Вилфред Харис 1926. године, који је болест назвао мигренозна неуралгија.
Стање је првобитно названо Хортонова цефалалгија по Бајарду Тејлору Хортону, америчком неурологу који је поставио прву теорију о њиховој патогенези. Његов оригинални рад описује озбиљност главобоље која као могућност може да натера нормалне мушкарце и да покушају или умру самоубиством. Своја истраживања изнео је у његов рад из 1939.године у коме је навео:
Наши пацијенти су били онеспособљени због овог поремећаја и патили су од нападаја бола од два до двадесет пута недељно. Нису нашли олакшање од уобичајених метода лечења. Њихов бол је био толико јак да је неколицина од њих морала да буде стално под надзором због страха од самоубиства. Већина њих је била спремна да се подвргне било којој операцији која би им могла донети олакшање.
Године 1840 , Мориц Хеинрицх Ромберг је описао цилијарну неуралгију као понављајући бол у оку са црвенилом коњуктиве и сужењем зенице.  

Слудерова неуралгија, названа по америчком ОРЛ лекару Гринфилду Слудеру (Greenfield Sluder 1865–1928), је сада контроверзни модел објашњења за одређене неуралгије лица предложене 1908. године . Слудер је веровао да птеригопалатински ганглион (раније назван сфенопалатински ганглион ) посредује у рефлексној стимулацији непосредно суседних грана тригеминалног нерва . Овај ганглион је парасимпатички нервни чвор испод базе лобање иза крова уста. Лечио је неуралгију тригеминуса убризгавањем алкохола у овај ганглион. У тренутној литератури, Слудер неуралгија се посматра као манифестација кластер главобоље. 
- Nicolaes Tulp (1593–1674)
- Thomas Willis (1621–1675)
- Gerard van Swieten (1700–1772)

## Опште информације
Дефиниција
Кластер главобоља припада групи идиопатских главобоља, које настају активацијом тригеминоваскуларних ноцицептивних путева са рефлексном кранијалном аутономном активацијом. Ревидирана верзија класификације Интернационалног Друштва за Главобоље, истиче ову групу главобоља, познату као тригемино-аутономне цефалгије (ТАЦ). Сви ови синдроми главобоља имају заједничка два налаза:
- краткотрајни, унилатерални напади јаке главобоље,
- типично аутономни симптоми.

Синдроми из групе TAC
Следећи синдроми припадају групи тригемино-аутономне цефалгије (TAC)
- Епизодична и хронична кластер главобоља (CH)
- Епизодична и хронична пароксизмална хемикранија (PH)
- Краткотрајућа унилатерална неуралгиформна главобоља са коњуктивалном инјекцијом и сузењем  (SUNCT sindromа)

Ови синдроми разликују се у:
- трајању,
- учесталости,
- ритму напада,
- интензитету бола и аутономних симптом,
- терапијским модалитетима.

## Епидемиологија
Морбидитет
Кластер главобоља је релативно ретка главобоља у односу на мигрену. Њена преваленција је од 0,5% до 1%.
| Држава     | Преваленца |
| ---------- | ---------- |
| САД        | 401        |
| Шведска    | 92         |
| Италија    | 279        |
| Немачка    | 119        |
| Сан Марино | 56         |
| Норвешка   | 381        |

Пол и старост
Кластер главобоље углавом погађа мушкарце. 
Атаци кластер главобоље се смањују са старењем, што потврђују доступни подаци већих епидемиолошких студија, у којима, аутори ових студија сматрају да се симптоми смањују са старењем.
Наслеђе
Не сматра се наследном болешћу, међутим, налаз кластер главобоље код идентичних близанаца и извештај о фамилијарном дешавању кластер главобоље код 7% пацијената, указују да је генетски  фактор  у етиологији, значајан и да је потцењен. Прави начин наслеђивања још није откривен.

## Етиопатогенеза
Иако је синдром добро дефинисан са клиничке тачке гледишта, његова патофизиологија још није довољно јасна. Повећање или запаљење крвних судова није узрок главобоље, као што се претходно претпостављало, већ њена последица.  Знакови упале у кавернозном синусу  нису могли бити откривени у даљим истраживањима.  Одређени путеви који проводе бол у пределу тригеминалног нерва стимулишу се још непознатим утицајима. То доводи до каскаде промена у метаболизму мозга. Верује се да  покретач  болести лежи у хипоталамусу. Овај „контролни центар“ диенцефалона контролише важне контролне кругове, на пример ритам спавања и буђења и крвни притисак.
 

Међутим, 2010-тих  забележен је значајан прогрес у вези са овом патофизиолошком загонетком. Релапс-ремисија, сезонска варијација синдрома и регуларност појединачних атака су карактеристике и указују на укљученост биолошког сата, односно, хипоталамуса. Функционални имиџинг, као позитрона емисиона томографија (ПЕТ) потврдио је специфичну активацију хипоталамичке сиве масе у атацима кластер главобоље (видети снимке испод),  и промене у хипоталамусу,  као хипоталамичко сивило, ставило у фокус тренутних научних студија.
| zentriert | zentriert | zentriert |
| ПЕТ мозга начињен магнетном резонанцом показује повећану активност у области бола и у десном хипоталамусу                         |           |           |
| zentriert | zentriert | zentriert |
| Магнетна резонантна томографија са приказаном морфометријом показује већи удео сиве материје у хипоталамусу десно (лево на слици) |           |           |

## Клиничка слика
Кластер главобоља је строго једнострана главобоља која се јавља у вези са кранијалним аутономним карактеристикама. То је мучан синдром и вероватно је једно од најболнијих стања које човечанство познаје, јер нпр. пацијенткиње описују сваки напад као гори од порођаја (који се сматра једним од најболнијих физиолошких стања). 
Клиничку слику кластер главобоље карактеришу следећа два облика:
Епизодична кластер главобоља
Препознатљив епизодни синдром главобоље, или акутна главобоља са једним до три кратка напада бола сваког дана око очију, у трајању од 1 до 2 месеца (кластер период). Након тога следи период без болова који је у просеку годину година. 
Хронична кластер главобоља
Хроничну кластер главобољу карактерише одсуство трајних периода ремисије,  са болом која се јавља након годину дана или неколико година након епизодног узорка. Од 10% до 15% пацијената са овим обликом главобоље нема ремисије. Напади могу бити провоцирани свакодневним употребом алкохола, хистамина или нитроглицерина.

## Дијагноза
Дијагноза кластер главобоље се поставља на основу:
- анамнезе (историје болести).[45]
- офталмолошког прегледа,
- доплера крвних судова главе и врата,
- електроенцефалографије
- неуроимиџинг методе (ЦТ и/или НМР ендокранијума).

Интернационална класификација главобоља користи јасне дијагностичке критеријуме, у доњој табели приказани су критеријуми за дефиницију кластер главобоље:
| Критеријум | Карактеристике |
| ---------- | --- |
| А          | Најмање 5 напада главобоље, који испуњавају критеријуме Б-Д: |
| Б          | Тешки или врло тешки једнострани орбитални, супраорбитални и/или привремени напади главобоље у трајању од 15–180 минута када се главобоља не лечи.                                                              |
| Ц          | Главобоља је повезана са најмање једним од следећих симптома бола (аутономни симптоми): 1. Црвенило ока или сузење 2. Назална конгестија и/или цурење из носа 3. Отицање капка 4. Осећај немира и узнемирености |
| Д          | Учесталост напада је: од 1 напада, сваки други дан, до 8 напада дневно |

Код епизодичног облика, напади су релативно краткотрајни (трају 15 до 180 минута), екстремно су болни и дешавају се свакодневно током неколико недеља са периодом ремисије. 
Код хроничног облика, напади се дешавају без значајног периода ремисије. Просечно, кластер период траје 6-12 недеља, док ремисија може трајати до 12 месеци.

## Диференцијална дијагноза
Кластер главобоља је другојачија и разликује се од мигрене, иако су основни механизми слични. На пример, пропранолол је ефикасан у лечењу мигрене, али не и у лечењу кластер главобоље, док је литијум повољан за кластер главобољу, али не и за мигрену.
Већине пацијената у клиничкој слици наводи типичан циркадијални период.

## Терапија
Лечење кластер главобоље дели се на: 
- акутну терапију, која има за  циљ уклањања појединачних напада
- профилактичку терапија - која је усмерена на спречавање поновљених напада током периода кластера.
- нефармаколошку терапију, која је неефикасна код скоро свих пацијента.[47]

### Акутна терапија
Акутна терапија кластер главобоље заснива се на:
- Инхалација чистог кисеоника (100%) преко кисеоничке маске за лице са протоком мин 7 L/мин (понекад више од 10 L/мин), у трајању од 20 минута у седећем положају.[52] Нису познате контраиндикације за примену кисеоника. Око 60% свих пацијената са кластер главобољом одговарају позитивно на терапију кисеоником са значајним смањењем бола унутар 20–30 минута.
- Орални ерготамин ефикасан је ако се даје на почетку напада. Препоручује се као аеросол спреј за третман акутног напада кластер главобоље.
- Триптани убризган субкутано или као назални спреј, ефикасни су у око 75% свих пацијената (отклањање бола унутар 20 минута). Контраиндикације су кардио и цереброваскуларне болести и нетретирана артеријска хипертензија. Превентивна употреба триптана код кластер главобоље за сада је контроверзна.

### Превентивна фармакотерапија
Како многи пацијенти имају између 1 и 8 краткотрајних напада дневно, значај ефективног превентивног режима је важан. Примарни циљ превентивне терапије је да се супримира напад и одржи ремисија изнад очекиваног трајања кластер периода. Да се постигне овај циљ , индивидуални терапијски режим треба да буде индивидуално прилагођен сваком пацијенту.
Код епизодичне кластер главобоље, ако је терапија ефикасна, даља медикација се прекида када се очекује да је кластер период завршен. 
Код хроничне кластер главобоље, медикацију је потребно постепено смањивати једном сваког другог  месеца да би се одредило да ли је терапија још потребна.
Примарни лек у медикаментној профилакси је верапамил, уз обавезан повремени ЕКГ тест. Како се верапамил најчешће добро толерише, сматра се леком избора за континуиран третман код хроничне кластер главобоље. 
Литијум (литијум карбонат) је такође врло ефикасан. Побољшање је забележено код 78% случајева. 
Ефикасност метисергида је између 20% и 73%. Међутим, овај лек не може бити употребљаван дуже од 4 месеца. 
Кортикостероиди су клинички врло ефикасни, али због могућих нежељених ефеката треба да се дају само неколико дана или евентуално недеља, а никако дуже. 